# Hán Xuyên
Hán Xuyên (chữ Hán giản thể:汉川市) là một thành phố cấp huyện thuộc địa cấp thị Hiếu Cảm, tỉnh Hồ Bắc, Cộng hòa Nhân dân Trung Hoa. Thành phố này có diện tích 1661 ki-lô-mét vuông, dân số năm 2004 là 1,07 triệu người. Về mặt hành chính, thành phố này được chia thành 1 nhai đạo, 14 trấn, 6 hương.
- Nhai đạo: Tiên Nữ.
- Khu phát triển kinh tế kỹ thuật Hán Xuyên.
- Trấn: Mã Khẩu, Thành Hoàng, Phân Thủy, Dương Lâm Câu, Mạch Vượng, Điền Nhị Hà, Trầm Hồ, 垌 Trủng, Tân Yển, Miễu Đầu, Lưu Gia Cách, Ma Hà, Tân Hà, Hồi Long.
- Hương: Mã Yên, Lý Đàm, Tây Giang, Hàn Tập, Loan Hà.
- 4 nông trường: Tam Tinh Viện, Hoa Nghiêm, Điêu Đông, Trung Châu.